# Eremo di San Michele alle formiche
L'eremo di San Michele alle formiche si trova nel comune di Pomarance.

## Descrizione e storia
Sul poggio di Spartacciano sorgono i resti di un antico eremo costruito dai monaci celestini nel 1377 e chiamato di San Michele alle formiche a causa di un singolare fenomeno: negli ultimi giorni di settembre, sciami di formiche alate si riunivano intorno all'antica campana del monastero.
Quando nel XVIII secolo, dopo l'abbandono dell'eremo, la campana fu collocata nella torre del Marzocco a Pomarance, le formiche si radunarono ancora lì, secondo la voce popolare per riportare la campana sul poggio di Spartacciano.